# Rheodytes leukops
Genre
Espèce
Statut de conservation UICN

 VU A1c+2c, D2 : Vulnérable
Rheodytes leukops, unique représentant du genre Rheodytes, est une espèce de tortues de la famille des Chelidae. Elle est aussi appelée tortue de la Fitzroy River.

## Répartition
Cette espèce est endémique du Queensland en Australie. Elle se rencontre dans le bassin de la Fitzroy River.

## Biologie
Cette tortue a la capacité d'absorber l'oxygène tout en étant immergée, à travers son cloaque, grâce à la vascularité importante de « bourses » s'y trouvant.

## Publication originale
- Legler & Cann, 1980 : A new genus and species of chelid turtle from Queensland, Australia. Contributions in Science, Natural History Museum of Los Angeles County, no 324, p. 1-18 (texte intégral).